# Orera
Orera es un municipio de la comarca de Comunidad de Calatayud, provincia de Zaragoza, comunidad autónoma de Aragón (España). Tiene una superficie de 19,85 km² con una población de 122 habitantes (INE 2016). 

## Geografía
Dista 100 km al suroeste de la capital zaragozana. Para acceder a dicha población es necesario tomar la carretera A-1504. Una vez en ella, se llega a la localidad de Mara y desde allí, tras tomar un cruce, se accede a la población. 
Está situado a una altitud de 736 m. Sus fiestas mayores son Santiago el Mayor y Nuestra señora del Patrocinio.Se recomienda que se visite la ermita de Santa Ana desde las cuales hay una vistas magníficas a Belmonte de Gracian y a Mara.Los monumentos a destacar es la Iglesia de Santiago el mayor con la torre de mudéjar tardío con gran similitud de formas en sus cuatro caras, constitución pero no en tamaño con las de Ruesca y Mara.

## Demografía
Orera cuenta con una población de 101 habitantes (INE 2024).

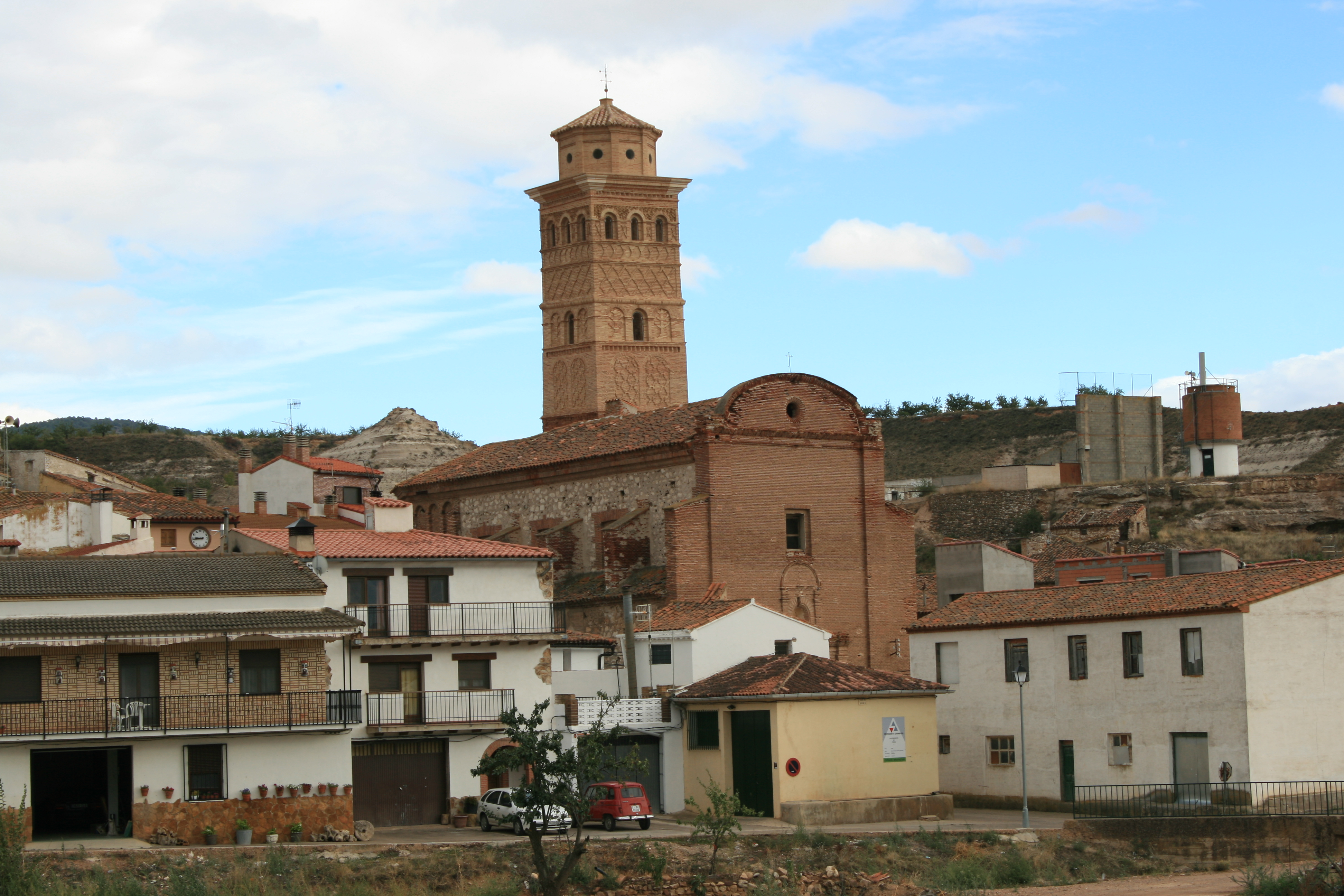
Iglesia de Santiago el Mayor

| Gráfica de evolución demográfica de Orera entre 1842 y 2021                                                         |
| |
| Población de derecho según los censos de población del INE Población de hecho según los censos de población del INE |

## Administración y política

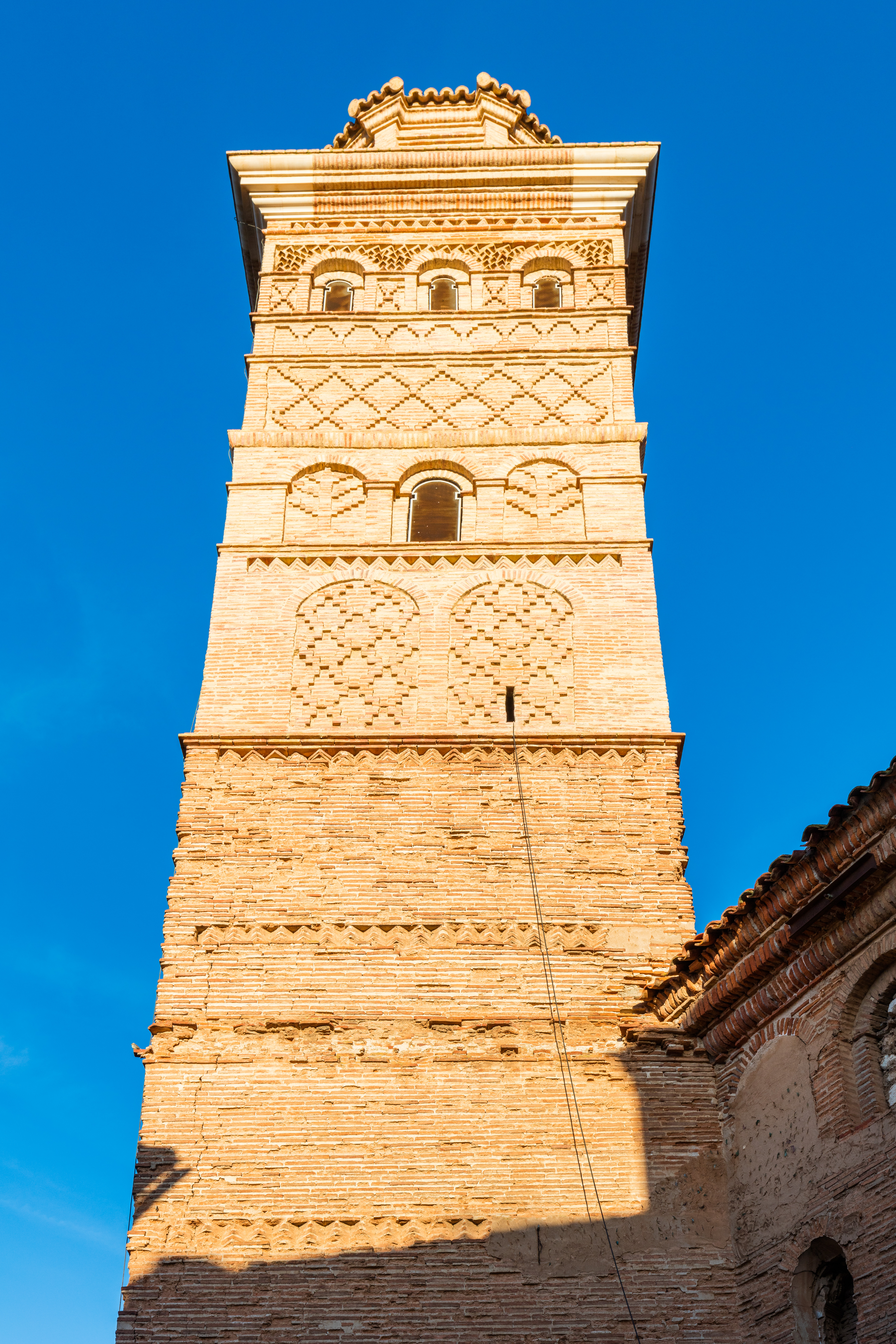
Torre de la iglesia, bien aragonés catalogado

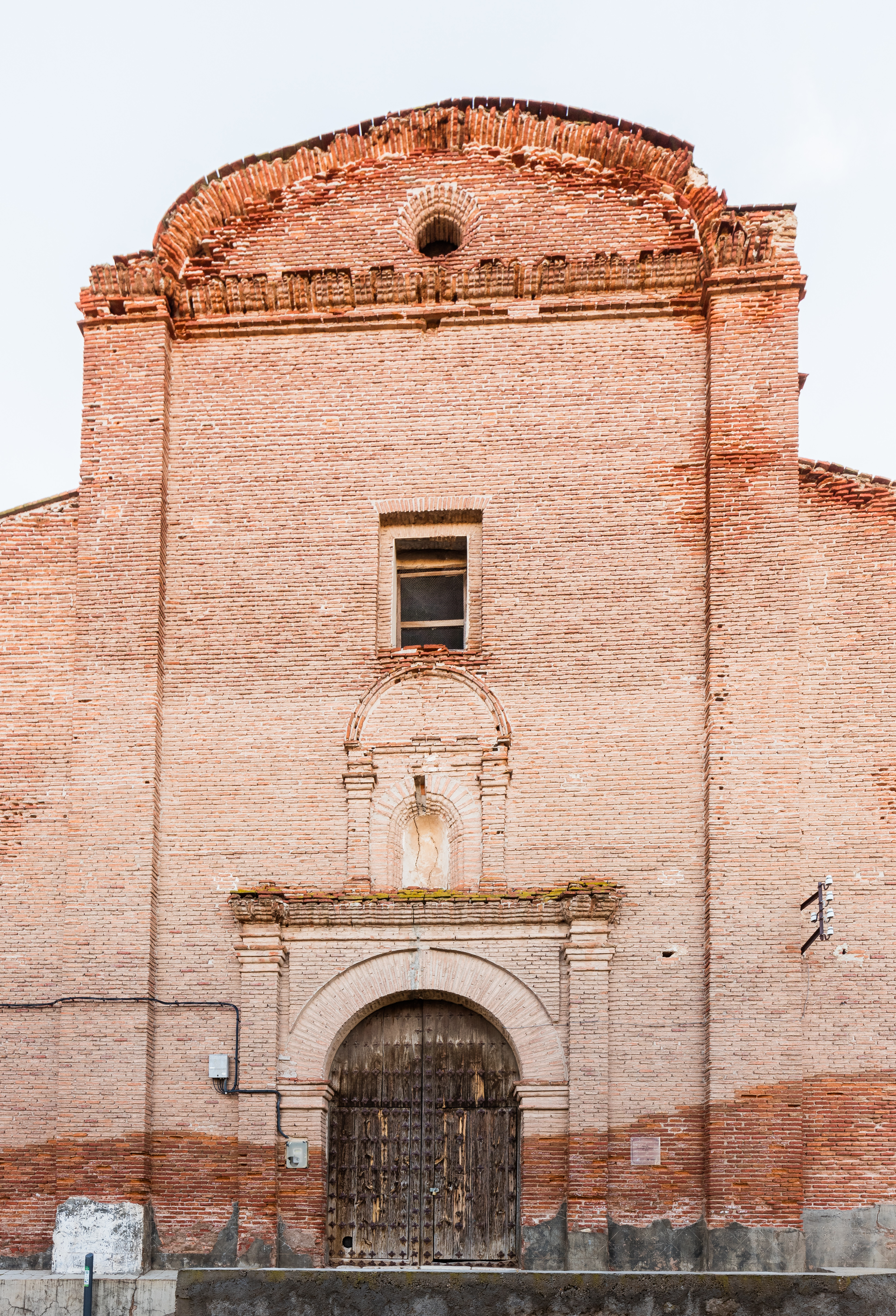
Fachada de la iglesia de Santiago el Mayor

| Período   | Alcalde                | Partido |  |
| --------- | ---------------------- | ------- |  |
| 1979-1983 | Alfredo Ramos Gómez    | UCD     |  |
| 1983-1987 |                        |         |  |
| 1987-1991 |                        |         |  |
| 1991-1995 |                        |         |  |
| 1995-1999 |                        |         |  |
| 1999-2003 |                        |         |  |
| 2003-2007 |                        |         |  |
| 2007-2011 |                        |         |  |
| 2011-2015 |                        | PSOE    |  |
| 2015-2019 | Juan Luis Gómez García | PSOE    |  |

| Partido político    | Partido político                                   | 2003   | 2007   | 2011   | 2015   |
| Partido político    | Partido político                                   | Ediles | Ediles | Ediles | Ediles |
|                     | Partido de los Socialistas de Aragón (PSOE-Aragón) | 3      | 4      | 5      | 5      |
|                     | Partido Aragonés (PAR)                             | 1      | 1      | —      | —      |
|                     | Partido Popular de Aragón (PP)                     | —      | —      | —      | —      |
|                     | Chunta Aragonesista (CHA)                          | 1      | —      | —      | —      |
| Total de concejales | Total de concejales                                | 5      | 5      | 5      | 5      |